# تفجيرات بغداد 22 كانون الأول 2011
في 22 ديسمبر 2011 هزّت سلسلة تفجيرات مناطق عدة في العاصمة العراقية بغداد مما أدى إلى مقتل 69 شخصًا.
بحسب التقارير العراقية الرسمية، حصل 14 انفجار في العاصمة العراقية بغداد في 11 منطقة. حسب تقديرات وزارة الصحة العراقية قتل جراء هذه الانفجارات 69 شخص كما أصيب 169 أخرون. جل هذه الهجمات أنحصرت في المناطق الشيعية، كما حدثت هجمات بعبوات ناسفة في المناطق السنية في الأعظمية. كان الانفجار الأفظع بين سلسلة الهجمات تلك الهجوم الذي حصل في الكرادة الشرقية الذي تسبب في قتل 25 شخصا وجرح 62 أخريين.